# 불교문화재연구소
불교문화유산연구소는 문화유산의 보존․보호․연구․조사를 통해 민족문화를 선양하고 창조적으로 계승하기 위하여, 불교문화재를 중심으로 연구․조사․인력양성을 수행하여 민족문화발전에 이바지하기 위하여 2007년 7월 10일 설립된 문화체육관광부 소관의 재단법인이다. 사무실은 서울특별시 종로구 삼일대로 461, 102동 104호 (경운동, 운현궁SK허브)에 있다.

## 주요 사업
- 국가유산 보존, 보호 활동
- 불교문화유산 연구 및 조사
- 국가유산 지표조사 및 발굴조사
- 국가유산 자료발간
- 국가유산 연구인력 양성 교육 및 사회교육
- 기타 본 법인의 목적을 달성하기 위하여 필요한 사업